# Dragan Velić

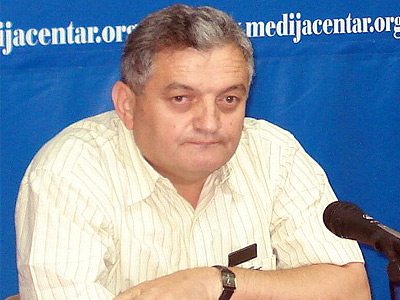
Dragan Velić

Dragan Velić (Servisch: Драган Велић) (Sušica, 18 november 1958) is een Servisch politicus.
Dragan Velić was van 6 december 2001 tot 28 september 2004 Prefect van het Kosovo District, de naam van Kosovo als Autonome Provincie Kosovo en Metohija (1990-1999) en tijdens het bestuur van de Interim Administration Mission in Kosovo van de Verenigde Naties (UNMIK), als oppositie tegen het VN-bestuur. Zijn voorganger was Jovica Filipović en hij werd opgevolgd door Srđan Vasić.